# Malabar Beach
Malabar Beach är en strand i Australien. Den ligger i kommunen Randwick och delstaten New South Wales, i den sydöstra delen av landet, omkring 12 kilometer söder om delstatshuvudstaden Sydney.
Genomsnittlig årsnederbörd är 1 507 millimeter. Den regnigaste månaden är juni, med i genomsnitt 232 mm nederbörd, och den torraste är juli, med 39 mm nederbörd.